# Illa Adams (Nunavut)
L'illa Adams (en anglès: Adams Island, en Inuit: Tuujjuk) és una illa deshabitada que es troba a la regió Qikiqtaaluk de Nunavut, Canadà. La seva superfície és de 267 km², amb una llargada màxima de 30,55 km i una amplada que varia entre els 18 i els 22 km. L'illa es troba a la badia de Baffin, a la costa nord-est de l'illa de Baffin a l'Arxipèlag Àrtic Canadenc. Limita amb l'illa Dexterity (nord-est), l'illa de Baffin (est), el fiord Tromso (sud), el Paterson Inlet (oest) i l'illa Bergesen (nord-oest).
L'illa Adams té una forma irregular. Les parts oriental i occidental es troben dividies pel Ratcliffe Arm. Les costes tenen pendents abruptes, mentre les muntanyes de l'interior s'enfilen fins a més de 800 msnm.